# Mike Dirnt
Mike Dirnt (rojen kot Mike Ryan Pritchard), ameriški bas kitarist, * 4. maj 1972.

## Začetek
Mike Dirnt se je rodil v Kaliforniji, natančneje v Berkeleyju. Njegova mama je bila indijanskega porekla, oče pa je bil pol Evropejec in pol Američan. Pri 15. letih je Mike zapustil dom. Pri 17-ih mu je umrl oče. Potem ko je odšel od doma, je nekaj časa živel skupaj s svojim kasnejšim kolegom iz skupine, Billiejem Joejem. Obiskoval je tri različne šole, a nikoli ni maturiral. Maturo mu je onemogočalo delo, saj je moral trdo delati, da je lahko preživel. Dirnt je spoznal Billieja Joeja pri 10. letih, v Rodeu.